# (4322) Billjackson
(4322) Billjackson es un asteroide perteneciente al cinturón de asteroides, descubierto el 11 de marzo de 1981 por Schelte John Bus desde el Observatorio de Siding Spring, Nueva Gales del Sur, Australia.

## Designación y nombre
Designado provisionalmente como 1981 EE37. Fue nombrado Billjackson en honor a químico estadounidense William (Bill) Jackson, del Departamento de Química de la Universidad de California.

## Características orbitales
Billjackson está situado a una distancia media del Sol de 2,275 ua, pudiendo alejarse hasta 2,691 ua y acercarse hasta 1,859 ua. Su excentricidad es 0,182 y la inclinación orbital 4,518 grados. Emplea 1253 días en completar una órbita alrededor del Sol.

## Características físicas
La magnitud absoluta de Billjackson es 14. Tiene 3,685 km de diámetro y su albedo se estima en 0,373.